# Kokutai
Kokutai (Kyūjitai: 國體, Shinjitai: 国体), is een term die de Meiji gebruikte om een alternatief te hebben voor het sterke nationalisme van de westerse landen in de 19e eeuw. Kokutai wordt het beste vertaald als "nationaal wezen". De keizer werd een goddelijk wezen. Het volk raakte ervan overtuigd dat er een heilige keizerlijke familielijn bestond. De zonnegodin had een specifieke ordening achtergelaten via welke de keizers heersten.
De Meiji maakten dankbaar gebruik van oude geschriften die bewijs leverden voor de goddelijke oorsprong van de keizer. Kokutai mocht niet bekritiseerd worden. De overheid beriep zich op een denkbeeldige Japanse oudheid. Deze bestond in mythische verhalen.
Via shushin (= zedelijk onderricht) werden 14 deugden van jongs af aan gekweekt. Onder andere loyaliteit en deugdzaamheid waren erg belangrijk.
Kokutai is iets typisch Japans. Men rechtvaardigde de staat niet, maar geloofde er in. De keizer was de bezitter van het keizerrijk, de schepper van de wet, recht, voorrecht en eer en het symbool van de eenheid van de Japanse natie. Maar het was voor de Heerser niet noodzakelijk om te proberen zijn persoonlijke grootheid te tonen.
Via samuraisatie van het platteland, door middel van dienstplicht en onderwijs, werd de gehele bevolking geïndoctrineerd. Hierdoor stond men pal achter de beslissingen van de overheid en bekritiseerde deze nooit. Men deed wat er van hen verlangd werd.
Na de Tweede Wereldoorlog werd kokutai gepresenteerd als het fundamentele kenmerk van de natie. De keizer was niet meer goddelijk maar de nationale verenigde kracht. De Japanse natie gaat er automatisch van uit dat zij altijd zal blijven bestaan.
Tegenwoordig is in Japan vooral het nihonjinron actueel. Men theoretiseert het Japan-zijn. Dit gebeurt ook op scholen en via tv en kranten. De cultuur, de overtuigingen, de gebruiken en de levensbenadering in Japan zijn uniek en bijzonder. Hieraan ontleent de huidige Japanner zijn nationale gevoel. Dit is het hedendaagse kokutai.